# 팥죽
팥죽은 팥을 주재료로 하여 만든 죽 요리로, 한국을 비롯한 아시아의 여러 국가에서 다양한 형태로 나타난다.
한국에서 팥죽은 겨울에 많이 먹으며, 특히 24절기 중 하나인 동지(冬至)에 먹는다. 동지 팥죽에는 찹쌀을 동그랗게 빚은 새알심을 나이수만큼 넣어 먹었는데, 이 때문에 동지를 지나야 한 살 더 먹는다는 말도 있었다.
전통적으로 한국의 민간신앙에서, 빨간색은 귀신들이 두려워하는 색깔이므로 붉은팥으로 끓인 팥죽에는 액운을 물리치는 신비한 능력이 있다고 여겨졌다. 따라서 팥죽을 끓이고 먹는 풍습은 잡귀가 가져오는 불운이나 전염병을 막기 위한 주술적인 의미가 있었는데, 팥죽을 먹기 전에 집안의 사당에 팥죽을 먼저 올리고, 부엌, 창고, 마당 등 집안 곳곳에 뿌렸다.
팥죽을 먹는 풍습에는 풍작을 기원하는 의미도 있다. 과거 한국사회는 농경사회였기 때문에 풍작은 항상 가장 중요한 관심사였다. 팥죽을 먹는 동지는 일 년 중 밤이 가장 긴 날이며 동지를 기점으로 낮이 점점 길어지기 시작하며, 낮이 길어진다는 것은 곧 농삿일이 시작된다는 의미이기도 하다. 동지에 편히 쉬고 건강한 음식을 나누면서 봄에 경작을 준비하고자 했던 것이다.
팥죽은 한편으로 기근음식이기도 했다. 한국인의 밥상은 쌀밥을 주식으로 하여 여러 가지 반찬을 곁들이는 형태인데, 과거에는 겨울에 쌀이 부족해지는 경우가 잦았다. 그런 상황에서 팥죽은 최소한의 쌀로도 간단히 만들 수 있으면서, 필요한 영양분이 충분히 들어가있는 훌륭한 음식이었다. 팥죽을 만드는 데에는 팥, 물, 약간의 쌀만 있으면 만들 수 있으며 그 외에 다른 어떤 재료나 반찬 등은 필요하지 않다. 따라서 겨울에 팥죽은 경제적으로 곡식을 아낄 수 있는 음식이었다.
지난 1997년 12월 동짓날의 한 노인이 팥죽을 먹고 각혈(토혈)을 하고 사망하는 일이 일어났다.

## 중국
중국어로 팥죽은 훙더우저우(紅豆粥, hóngdòuzhōu)라고 한다.

## 일본
일본어로 팥죽은 아즈키가유(小豆粥/あずきがゆ)라 부른다.

## 동지팥죽
동짓날에 팥죽을 먹는 풍습은 《형초세시기》(6~7세기)에 기록되어 있다. 공공씨(共工氏)의 아들이 동짓날 죽어 역귀가 되었는데 팥을 두려워했기 때문에 동짓날에 팥죽을 먹는다는 것이다.(“共工氏有不才之子，以冬至死，為疫鬼，畏赤小豆，故冬至日作赤豆粥以禳之。”) 한반도에는 늦어도 고려 때에 동지팥죽의 풍습이 있었는데, 이제현의 《익재집》(14세기)과 이색의 《목은집》(1404) 등에 동지에 팥죽을 먹는 풍습에 대한 기록이 있다. 《지봉유설》(1614)에서는 중국에서 동지에 팥죽을 만들지 않는다는 기록이 있다.(“而余見中朝人。冬至不作赤豆粥。”)

## 유사한 음식
중국에서는 팥죽과 유사한 음식으로, 달콤한 탕수이(糖水 , tángshuǐ)의 일종인 훙더우탕을 먹기도 한다.
일본에서는 단팥죽과 유사한 시루코와 젠자이라는 음식을 먹는다.
베트남에는 팥죽과 유사한 음식으로 째의 일종인 째더우도(chè đậu đỏ)가 있다.

## 사진

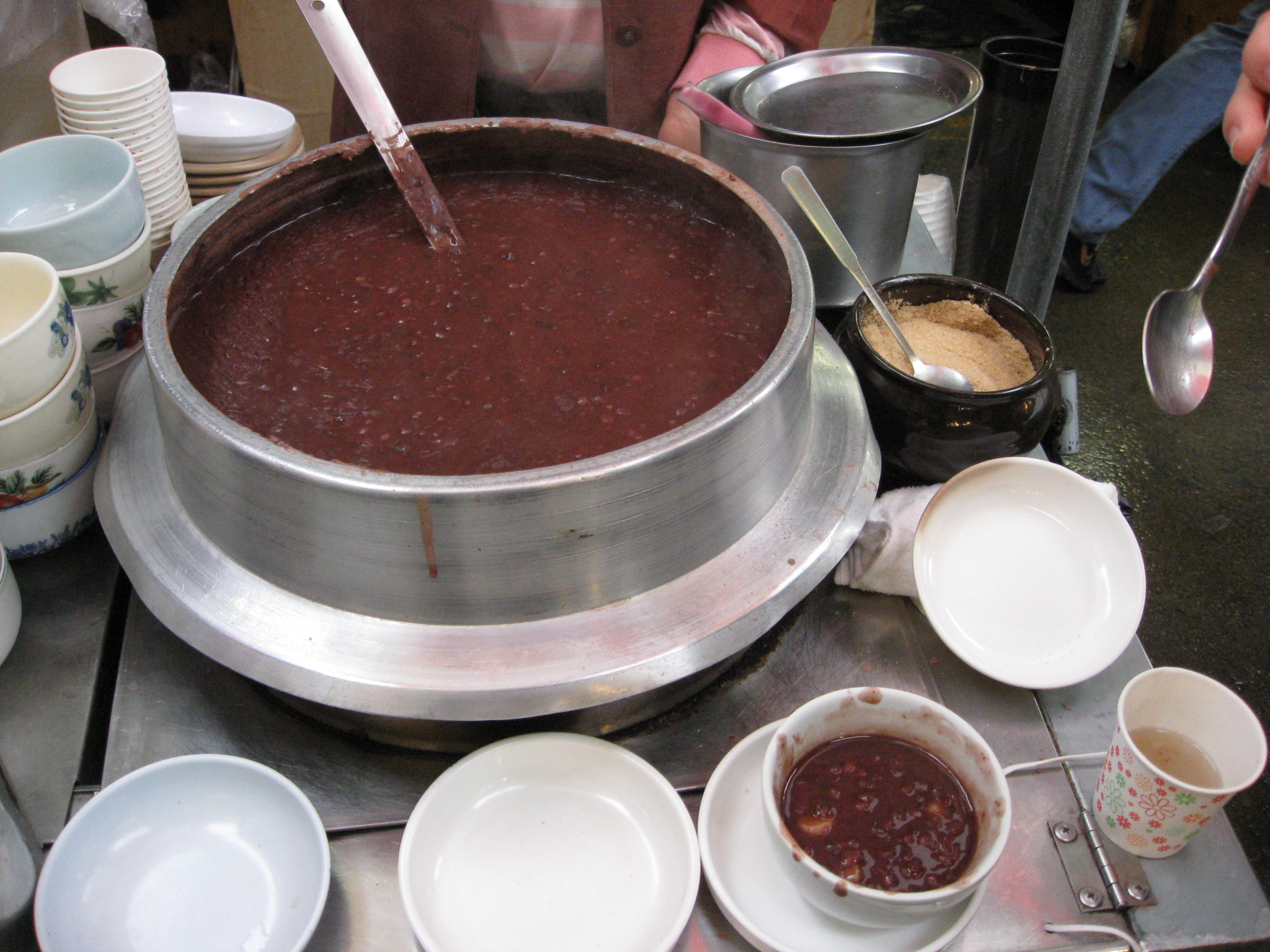
부산 시장의 팥죽
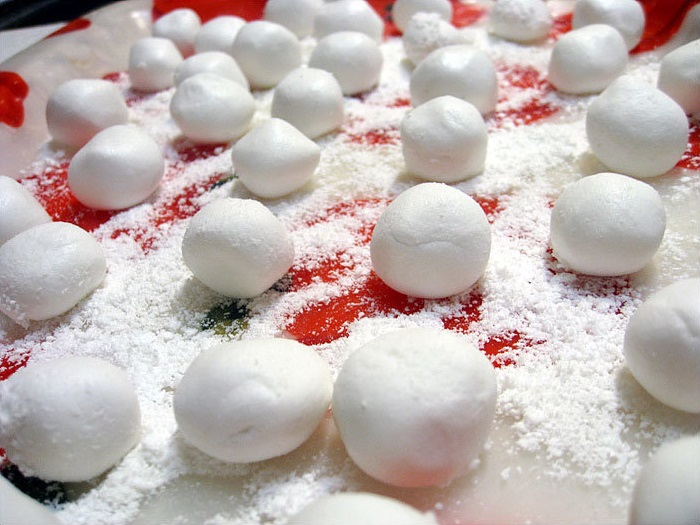
새알심
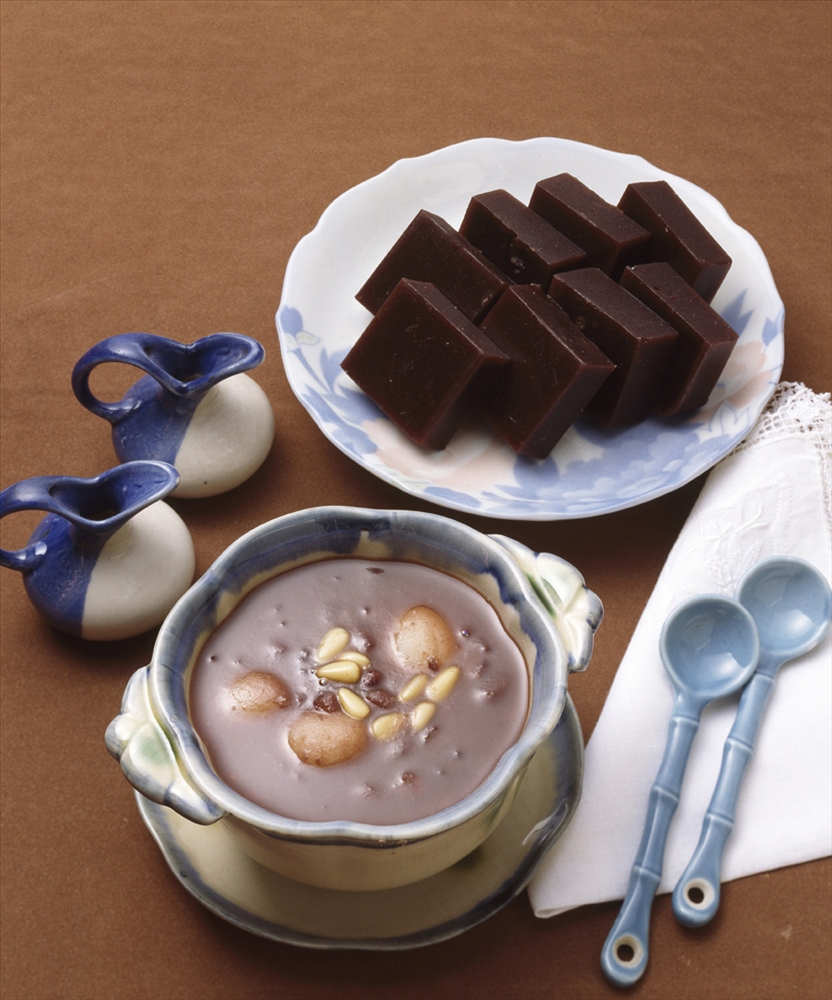
팥죽과 잣, 양갱
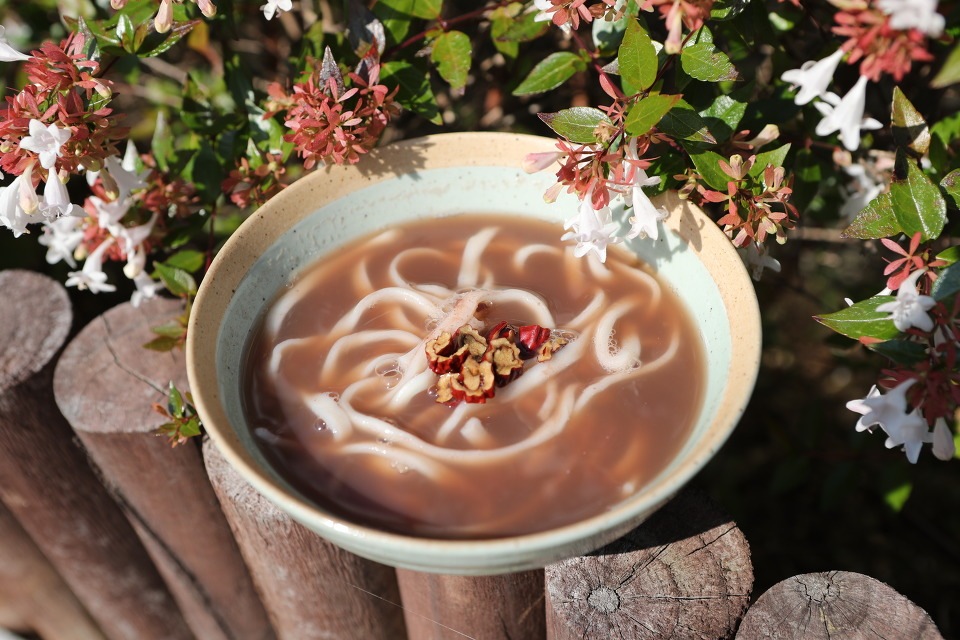
팥칼국수

## 같이 보기
- 팥빙수
- 단팥빵
- 팥칼국수
- 시루떡
- 시루코
- 훙더우탕
- 째
- 보타모치